# Meinolf Schönborn
Meinolf Schönborn (* 23. Juni 1955) ist ein neonazistischer Aktivist, der als Anhänger der Reichsideologie und für Verharmlosung des Holocaust bekannt ist. Er kooperiert eng mit dem zentralen Holocaustleugnerzusammenschluss „Europäische Aktion“. 1972 trat er der NPD bei. 1984 trat er erstmals als Herausgeber des neonazistischen Zweimonatsmagazins „Recht und Wahrheit“ in Erscheinung, das er bis heute zusammen mit seinen Kameraden produziert. Nach 1½ Jahren Pause und seinem Umzug in das ehemalige Anwesen des 2014 verstorbenen Neonazi-Terroristen Manfred Roeder, dem Haus Richberg in Schwarzenborn (Nordhessen), erscheint „Recht und Wahrheit“ seit 30. November 2017 begleitet von regelmäßigen Videos auf dem gleichnamigen Youtube-Kanal.
1985 war er an der Gründung der militanten, an die straffe Organisation der SS angelehnten Partei „Nationalistische Front“ beteiligt, die er bis zu ihrem Verbot 1992 leitete. Wegen Volksverhetzung und Verbreitung rechtsextremistischer Propaganda wurde er zweimal rechtskräftig verurteilt. 2013 wurde im Kontext des Todes von Jörg L. bekannt, dass Schönborn der bewaffneten Reichsbürgergruppe „Neue Ordnung“ vorsteht.

## Leben
Meinolf Schönborn ist gelernter Maschinenschlosser und war Unteroffizier der Bundeswehr.
Er trat 1972 in die NPD ein. 1981 wurde er in den Landesvorstand der Jungen Nationaldemokraten (JN) Nordrhein-Westfalen gewählt. 1982 gründete er einen „Förderkreis Junges Deutschland“ (FJD). 1983 wurde er Landesvorsitzender der JN. Unter seinem Vorsitz wurde die rassistische Agitation in der vom JN-Landesverband herausgegebenen Zeitschrift Klartext so stark verschärft, dass der JN-Bundesvorstand die weitere Herausgabe unterband. Als Schönborn versuchte, mit seinem Redaktionsteam den Klartext weiter herauszugeben, wurde er als Landesvorsitzender abgesetzt und im November 1984 aus der NPD ausgeschlossen. Schönborn gab die Zeitschrift Klartext weiter heraus und warb zunächst für die Freiheitliche Deutsche Arbeiterpartei (FAP).
1984 übernahm Meinolf Schönborn die Herausgeberschaft des von Herzebrock-Clarholz in Nordrhein-Westfalen aus vertriebenen Zweimonatsmagazins „Recht und Wahrheit“. In einer Selbstdarstellung hieß es: „Wir sind […] durch den Reichgedanken und durch den Willen zum Widerstand gegen Verwahrlosung, Landnahme durch Migranten und die über 66-jährige Fremdherrschaft zusammengefügte freiheitsliebende Deutsche, die noch Deutsche sein wollen.“ Schönborn veranstaltet Recht-und-Wahrheit-Liederabende sowie größere Treffen zumeist mit Holocaustleugnern und Antisemiten, unter anderem mit Mitgliedern des internationalen Holocaustleugnerzusammenschlusses „Europäische Aktion“. Nach zweijähriger Pause erscheint das Magazin seit 2017 erneut und wird seitdem auch über einen eigenen Youtube-Kanal beworben.
Am 16. November 1985 beteiligte sich Schönborn an der Gründung der Nationalistischen Front (NF) als bundesweite Partei. Schönborn wurde zunächst NF-Generalsekretär. Nach einer internen Auseinandersetzung Anfang 1986 löste Schönborn den bisherigen NF-Vorsitzenden Bernhard Pauli ab und leitete diese «weltanschaulich geschlossene Kaderpartei» bis zu deren Verbot. Im selben Jahr kaufte er ein Haus in der Bielefelder Bleichstraße, welches er als NF-Zentrum nutzte, und gründete den Klartext-Verlag, der dort seinen Sitz hatte. Dieser Verlag war einer der ersten rechtsextremistischen Musikverlage in Deutschland und diente der Finanzierung der NF.
Am 16. November 1992 verbot der damalige Bundesinnenminister Rudolf Seiters die Nationalistische Front wegen ihrer „Wesensverwandtschaft mit dem Nationalsozialismus“ und ihrer „aggressiv-kämpferischen“ Agitation. Schönborn setzte seine politische Arbeit auch nach dem Verbot fort. Weder sein FJD noch sein Klartext-Verlag waren vom Verbot betroffen. Sein Schulungszentrum, seit 1991 in ein anderes Haus bei Detmold-Pivitsheide verlagert, setzte die politischen Aktivitäten bruchlos fort, so dass er im Juni 1994 eine Anklage wegen Fortführung einer verbotenen Organisation erhielt. Um der Strafverfolgung zu entgehen, kaufte Schönborn ein Haus in Kvaers, Dänemark. Nach Demonstrationen von Anwohnern gegen die Präsenz „deutscher Neonazis“ räumte er das Haus wieder und wurde im November 1994 in Gütersloh inhaftiert. Im November 1995 erfolgte das Urteil des Landgerichts Dortmund. Schönborn wurde zu zwei Jahren und drei Monaten ohne Bewährung verurteilt. Nach einer erfolglosen Revision vor dem Bundesgerichtshof trat Schönborn im November 1996 seine Strafe an. Nach seiner Haftentlassung nahm er an verschiedenen Veranstaltungen der NPD teil. Seit 2001 betreibt er einen Spielwarenhandel.
Das Landgericht Dortmund verurteilte Schönborn 2006 wegen Volksverhetzung und anderer Propagandadelikte zu einer 18-monatigen Bewährungsstrafe.
2009 veranstaltete er in Thüringen eine „kameradschaftliche Feier“ aus Anlass der Sommersonnenwende. Im Dezember 2008 organisierte er in Erfurt ein „Julfest“ zur Wintersonnenwende. In den Einladungstexten schreibt Schönborn: „Wir bitten, unseren Feinden keinen Anlass zu bieten, unsere Harmonie zu stören und auf Uniformierungen sowie das Tragen derzeit verbotener Zeichen zu verzichten.“ Am 7. Juli 2012 wurden bei einer Razzia gegen eine bisher unbekannte Gruppe gewaltbereiter Neonazis in drei Bundesländern auch Wohnung und Geschäftsräume von Schönborn und seinem Versandhandel durchsucht. Hintergrund der Durchsuchungen war ein Ermittlungsverfahren der Staatsanwaltschaft Neuruppin wegen Verstoßes gegen das Waffengesetz sowie der Bildung einer bewaffneten Gruppe.
Im Februar 2013 berichtete Report Mainz, dass Schönborn einer der Anführer der Gruppe „Neue Ordnung“ sei. Seine Lebensgefährtin habe in Brandenburg das Hotel „Weißes Haus“ angemietet, in dem Schulungen für diese stattfinden sollten. Bereits 2012 hatte Der Spiegel berichtet, dass eine Frau das 4500 m² große Anwesen gepachtet hatte, hinter der die Ermittler die Lebensgefährtin von Meinolf Schönborn vermuteten. In einem der Hotelzimmer hatten sie Waffen, darunter eine schussbereite 7,65-mm-Pistole und einen umgebauten US-Karabiner mit Zielfernrohr sowie rund 300 Patronen unterschiedlichen Kalibers, gefunden. Im Haus Richberg in Schwarzenborn am Knüllköpfchen in Nordhessen, einem Zentrum der Neonazi-Szene, das nach dem Tod des Rechtsextremisten Manfred Roeder 2014 von der bekennenden Holocaustleugnerin Ludmila Ivan-Zadeh (Tochter der international bekannten Holocaustleugnerin Michèle Renouf) übernommen worden war, versuchte Schönborn einen bundesweiten Neonazi- und „Reichsbürger“-Treffpunkt zu etablieren.
2020 kaufte Schönborn in Gieselwerder ein Hotel um daraus ein Wohnheim für Neonazis zu machen. 2021 organisierte er in seinem Hotel eine Veranstaltungsreihe mit Sonnenwendfeier und Kameradschaftsabend.